# لئوناردو کاستا
لئوناردو کاستا (به انگلیسی: Leonardo Costa) (زادهٔ ۱۲ مهٔ ۱۹۷۷) شناگر اهل برزیل است.